# Ivan Magerl
Ivan Magerl, slovenski učitelj, * 4. november 1880, Trst, † 4. februar 1932, Jesenice.

## Življenjepis
Ivan Magerl je obiskoval ljudsko in meščansko šolo v Krškem ter nato učiteljišče v Ljubljani, kjer je leta 1900 maturiral in bil usposobljen za učitelja na ljudskih šolah (1902) in meščanskih šolah (1906). Zaposlil se je na meščanski šoli v Krškem (do januarja 1919), kjer je poučeval izvzemši vojna leta francoščino, nato bil premeščen na deško meščansko šolo v Velikovec, kjer je bil tudi urednik glasila Korošec. Od oktobra 1920 pa do svoje smrti je bil ravnatelj na deški in dekliški meščanski šoli na Jesenicah.

## Delo
Uredil je Zbirko prostih spisnih nalog učencev krškega in litijskega okraja (Krško, 1909), ki bi naj pridobila za racionalno postopanje v spisnem pouku še one učitelje, ki so dotlej vztrajali pri starejših metodah pouka; za osnovne šole je sestavil Izbor učne snovi za zgodovinski pouk; za posamezne predmete pa je sestavil tudi učne načrte ter priporočal počitniške tečaje za začasne strokovne učitelje.